# Alergoide
Um alergóide é uma proteína modificada com o objetivo de ser utilizada em protocolos terapêuticos de dessensibilização, ou de indução de tolerância oral/sublingual. O alergóide conserva epítopos lineares reconhecíveis pelo sistema MHC-TCR de apresentação celular de antígenos (mantém a imunorreatividade), mas alberga menos epítopos conformacionais de ligação específica com anticorpos reagínicos (tem menor alergenicidade).  A elaboração de alergóides através da polimerização de alérgenos naturais é realizada há algumas décadas, na tentativa de diminuição de sua imunorreatividade, através do tratamento do extrato original com formaldeído ou glutaraldeído. Mais recentemente têm-se produzido alergóides através da tecnologia de recombinação gênica, mas esta é uma tecnologia cara e trabalhosa. Recentemente se introduzia a criação de alergóides através da polimerização pela transglutaminase microbiana, com resultados promissores.